# Campylaspis quadriplicata
Campylaspis quadriplicata är en kräftdjursart som beskrevs av Lomakina 1968. Campylaspis quadriplicata ingår i släktet Campylaspis och familjen Nannastacidae. Inga underarter finns listade i Catalogue of Life.